# Чатрња
Чатрња је спремник за воду у безводним крајевима. Негдје се зову бистијерне или густијерне. Некадашња технологија изградње је била сложена. Прво се копала рупа у земљи. Величина је зависила од запремине. Озид је морао бити од тврдог камена. Малтер је рађен од земље црвенице. Земља је очишћена од свих могућих примјеса а нарочито од жилица разног растиња. Тако очишћеној земљи додавао се клак (креч, вапно). Клак се производио у клачинама. Омјер клака и црвенице је тачно одређен. Мијешање је трајало све док се не би добила хомогена маса. Таквим малтером се зидало а касније и малтерисале унутрашње површине. Чатрње су се затварале волтом на чијој је средини остављан отвор који се зове окно. Кишница се скупљала са уређене површине зване сплов. Вода се дохвата са кантом везаном за уже. Са настанком нових грађевинских материјала градња је постала бржа и лакша.